# Karl Fischer (Bibliothekar)
Karl Fischer (* 29. Juli 1898 in Nürnberg; † 19. Juli 1956) war ein deutscher Bibliothekar.

## Leben
Fischer studierte Kunstgeschichte, Archäologie, Geschichte und Deutsch und wurde 1927 in Erlangen promoviert. Er war 1925 an der Stadtbibliothek Nürnberg tätig, 1927 an der Universitätsbibliothek Leipzig und 1928 an der Bibliothek der Hochschule für Wirtschaftswissenschaften in Nürnberg. 1928 legte er in Leipzig seine Fachprüfung ab. Anschließend ging er an die Sächsische Landesbibliothek nach Dresden, bevor er ab 1930 bis zu seiner Pensionierung wieder an der Stadtbibliothek Nürnberg tätig war.

## Schriften (Auswahl)
- Die Buchmalerei in den beiden Dominikanerklöstern Nürnbergs, Nürnberg 1928 (Univ. Diss., Erlangen 1927).